# Шарки (Холмецкое сельское поселение)
Шарки — опустевшая деревня в Оленинском муниципальном округе Тверской области.

## География
Находится в юго-западной части Тверской области на расстоянии приблизительно 19 км на север-северо-восток по прямой от административного центра округа поселка Оленино.

## История
Деревня была отмечена ещё на карте Менде (состояние местности на 1848 год). В 1859 году здесь (деревня Ржевского уезда) было учтено 7 дворов, в 1941 году — 28. До 2019 года входила в состав ныне упразднённого Холмецкого сельского поселения. По состоянию на 2020 год опустела.

## Население
Численность населения: 63 человека (1859 год), 0 как в 2002 году, так и в 2010.